# Куюм
Кую́м (южноалт. Кайым — «бурлистая, пенистая пучина») — река в России, протекает в Республике Алтай. Длина реки 30 км.
Устье находится в 187 км от устья реки Катунь по правому берегу. Высота устья — 377 м над уровнем моря.

## Притоки
- Бурла (правый)
- Кыралой (левый)
- Корондой (левый)
- Барангол (левый)
- Карасук (левый)
- Сараскыр (правый)
- Чилю (правый)
- Нижний Куючи (правый)
- Кутучум (левый)
- Верхний Куючи (правый)
- Караташ (левый)
- Актай (левый)

## Данные водного реестра
По данным государственного водного реестра России относится к Верхнеобскому бассейновому округу, водохозяйственный участок реки — Катунь, речной подбассейн реки — Бия и Катунь. Речной бассейн реки — (Верхняя) Обь до впадения Иртыша.

## Населённые пункты и достопримечательности
В 15 км от устья расположено село Нижний Куюм, до него вдоль реки ведёт щебёночная дорога. Выше — дорога лесовозная, грунтовая. В урочище Верхний Куюм, в 25 км от устья, до 1960—1970-х годов существовало одноимённое село, в последний раз на картах Генерального штаба оно отмечено как жилое в 1955 году.
В 20 км от устья Куюма на правом борту долины имеется скальный комплекс с причудливыми формами — известняковый массив с мелкими пещерами и гротами, в основании которого выходит карстовый источник.
В долине Куюма похоронен известный учёный-этнограф Андрей Викторович Анохин.